# Seoul Vibe
Seoul Vibe (Seúl a toda pastilla en España o Seúl efervescente en Hispanoamérica) (en hangul, 서울대작전; romanización revisada del coreano: Seoul Daejakjeon; lit. 'Operación Universidad Nacional de Seúl') es una película surcoreana dirigida por Moon Hyun-sung y protagonizada por Yoo Ah-in, Go Kyung-pyo, Lee Kyu-hyung, Park Ju-hyun y Ong Seong-wu. Se estrenó el 26 de agosto de 2022 en la plataforma Netflix.

## Sinopsis
Con el telón de fondo de los Juegos Olímpicos de Seúl de 1988, un grupo de jóvenes pilotos, llamado el equipo Sanggye-dong Supreme, se ve involucrado en las investigaciones para esclarecer un caso de sobornos y fondos ilícitos.

## Reparto

### Principal
- Yoo Ah-in como Dong-wook, el líder del equipo de investigación de Sangedong Supreme.[4][5]
- Go Kyung-pyo como Woo-sam, miembro del equipo de investigación que también es DJ.[4][5]
- Lee Kyu-hyung como Bok-nam, miembro del equipo de investigación que domina la geografía de las calles de Seúl.[4][5]
- Park Ju-hyun como Yoon-hee, la hermana menor de Dong-wook y líder del club de motociclistas más grande de Seúl.[5][6]
- Ong Seong-wu como Joon-ki, miembro del equipo de investigación y mecánico habilidoso.[5][7]

### Secundario
- Kim Sung-kyun como el gerente general Lee Hyun-kyun, juega un papel clave en el transporte de los fondos para sobornos de los VIP y en el lavado de dinero.[5]
- Jung Woong-in como fiscal jefe, supervisor directo del fiscal Ahn.[5][8]
- Moon So-ri como la presidenta Kang In-sook, una persona de gran poder en la República de Corea.[5]
- Oh Jung-se como el fiscal Ahn, quien dirige al equipo Sanggye-dong Supreme en una operación de transporte de fondos para sobornos para atrapar a los VIP.[3][8]
- Kim Chae-eun como la secretaria de la presidenta Kang, una persona inteligente y de gran capacidad de trabajo, que se ocupa de todo lo referente a la presidenta.[9][10]

### Apariciones especiales
- Song Min-ho (de Winner) como Galchi.[4][11][12]
- Lee Se-young.
- Yoon Kyung-ho como el Sr. Yoon.[13][14]

## Producción
La productora Andmarq Studio anunció en diciembre de 2020 que planeaba producir Seúl a toda pastilla con los actores Yoo Ah-in y Go Yoon-jung.  MCMC y UAA se unieron a la producción, con Netflix distribuyendo la película.
El 25 de junio de 2021 se confirmó la producción y se presentó el reparto. El rodaje comenzó en agosto, en Eurwang-dong, Jung-gu, Incheon, pero sufrió dos interrupciones en agosto y en noviembre debido a que algunos miembros del equipo y del reparto resultaron positivos al Covid-19. El rodaje se reanudó en diciembre.
Netflix publicó el 10 de agosto de 2022 el póster principal y el tráiler de la serie, y una semana después algunos carteles adicionales con los principales personajes.